# Alena Bulířová
Alena Bulířová, provdaná Alena Paříková (* 24. prosince 1961 Jablonec nad Nisou) je bývalá československá atletka, běžkyně, sprinterka, jejíž hlavní disciplínou byl běh na 400 metrů.

## Sportovní kariéra
S atletikou začínala ve Slovanu Liberec, kde závodila v letech 1977 – 1983. Od roku 1984 hájila barvy atletického klubu LIAZ Jablonec, kde zůstala do roku 1988.
Na halovém ME 1983 v Budapešti do finále běhu na 400 metrů nepostoupila, když ve druhém rozběhu jen těsně doběhla na 4. místě. Největší úspěch své kariéry zaznamenala v roce 1985 na halovém ME v Pireu, kde získala bronzovou medaili v běhu na 400 metrů. Rychlejší byly jen atletky Německé demokratické republiky Dagmar Neubauerová (stříbro) a Sabine Buschová (zlato). Kvalifikovala se také na halový evropský šampionát do Budapešti v roce 1988, kde postoupila do semifinále.
Osmkrát reprezentovala v mezistátních utkáních (1984 – 1988), z toho jednou v evropském poháru. Při světovém poháru v australské Canbeře v roce 1985 reprezentovala společně s Bulharkou Rosicou Staměnovovou, Italkou Ericou Rossiovou a Jarmilou Kratochvílovou Evropu ve štafetovém běhu na 4 × 400 metrů.

### Osobní rekordy
- 400 m (hala) – 52,38 s – 20. února 1985, Budapešť[2]
- 400 m (dráha) – 51,79 s – 14. září 1985, Praha